# Список высших учебных заведений Псковской области
В список высших учебных заведений Псковской области включены образовательные учреждения высшего и высшего профессионального образования, находящиеся на территории Псковской области и имеющие действующую лицензию на образовательную деятельность. Список вузов приведён в соответствии с данными сводного реестра лицензий, в список филиалов включены организации, участвовавшие в мониторинге Министерства образования и науки Российской Федерации 2016 года. По состоянию на 2 мая 2017 года в Псковской области действующую лицензию имели 3 вуза и 4 филиалов.
Филиалы вузов, головные организации которых находятся в иных субъектах федерации, сгруппированы в отдельном списке. Порядок следования элементов списка — алфавитный.

## Список высших образовательных учреждений
| Название                                                            | Категория       | Статус      | Год основания | Месторасположение | Число студентов |
| ------------------------------------------------------------------- | --------------- | ----------- | ------------- | ----------------- | --------------- |
| Великолукская государственная академия физической культуры и спорта | государственный | академия    | 1970          | Великие Луки      | 821             |
| Великолукская государственная сельскохозяйственная академия         | государственный | академия    | 1957          | Великие Луки      | 2081            |
| Псковский государственный университет                               | государственный | университет | 2010          | Псков             | 7095            |

## Список филиалов высших образовательных учреждений
| Название                                                                          | Категория         | Статус      | Год основания | Месторасположение | Месторасположение головной организации | Число студентов |
| --------------------------------------------------------------------------------- | ----------------- | ----------- | ------------- | ----------------- | -------------------------------------- | --------------- |
| Великолукский филиал Петербургского государственного университета путей сообщения | государственный   | университет | 1964          | Великие Луки      | Санкт-Петербург                        | 352             |
| Великолукский филиал Современной гуманитарной академии                            | негосударственный | академия    | 1997          | Великие Луки      | Москва                                 | 437             |
| Псковский филиал Российской академии народного хозяйства и государственной службы | государственный   | академия    | 1993          | Псков             | Москва                                 |                 |
| Псковский филиал Российской международной академии туризма                        | негосударственный | академия    |               | Псков             | Химки                                  | 229             |